# Eric Soop
Eric Soop, född den 16 december 1643, död den 3 mars 1700 i Stockholm, var en svensk friherre, krigare och ämbetsman. Han var son till Knut Soop.
Soop deltog i österrikisk tjänst i flera fälttåg, blev 1677 överste för Kalmar regemente och erhöll åtskilliga befordringar, sedan han vid 1680 års riksdag ivrigt uppträtt för en ny reduktion. Sålunda utnämndes han 1686 till generalmajor av infanteriet, samma år till vice guvernör i Riga och 1687 till ordinarie guvernör där samt upphöjdes samma år i friherrligt stånd. Han slöt själv sin friherrliga ätt.